# Мала вас при Орможу
Мала вас при Орможу (словен. Mala vas pri Ormožu) је насељено место у општини Свети Томаж, Подравска регија, Словенија.

## Историја
До територијалне реорганизације у Словенији била је у саставу старе општине Ормож.

## Становништво
У попису становништва из 2011. године, Мала вас при Орможу је имала 113 становника.
| Број становника према пописима | Број становника према пописима | Број становника према пописима |
| ------------------------------ | ------------------------------ | ------------------------------ |
| 1991                           | 2002                           | 2011                           |
| 116                            | 124                            | 113                            |

Напомена: До 1955. исказивано под именом Мала вас.